# شیخپورا
شیخپورا (به انگلیسی: Sheikhpura) یک منطقهٔ مسکونی در هند است که در بخش شیخپورا واقع شده‌است. شیخپورا ۶۲٬۹۲۷ نفر جمعیت دارد.